# Frank Henry
Frank Sherman Henry, född 15 december 1909 i Cambridge, död 25 augusti 1989 i Chesterfield, var en amerikansk ryttare.
Han blev olympisk mästare i fälttävlan vid sommarspelen 1948 i London.